# Mathieu Zampa
Pour les articles homonymes, voir Zampa (homonymie).
Mathieu Zampa, né le 10 février 1902 à Marseille et mort le 22 avril 1973 dans la même ville, est un criminel français. Il est le père de Gaëtan Zampa, dit Tany Zampa, figure du milieu marseillais des années 1970.

## Biographie
Mathieu Zampa est un voyou notoire dans sa ville. Il a commencé dans les années 1930 sous Paul Carbone et François Spirito. En 1940, Mathieu Zampa rejoint le groupe du contre-espionnage français du commissaire Blémant puis se range du côté des Guérini après la Libération, comme la plupart des marseillais de l'époque. Il s'est, par la suite, spécialisé dans le proxénétisme. Il possède un bar rue de la Tour. Il fait partie du service d'ordre de Simon Sabiani. Un jour, lors d'un meeting politique de Henri Tasso, un opposant de Sabiani, les militants scandent « Tasso à la mairie, Sabiani à la voirie », Zampa rentre dans le meeting, menace les militants, les fait se déshabiller en leur faisant chanter l'inverse. Mathieu Zampa a été le propriétaire du bar de la Ruche, et a trafiqué à Saïgon, notamment les piastres, en 1950.
Dans les années 1960, il est condamné à 10 ans de travaux forcés et à 10 ans d'interdiction de territoire national. Il part à Dakar exploiter un night-club. Il fait fortune mais dilapide tout. Il revient à Marseille en 1972 et meurt l'année suivante, en 1973.